# Машина зрения
Машина зрения (от фр. La machine de vision) — понятие философской концепции Поля Вирильо, использованное им для характеристики сложившегося автоматизированного и обезличенного восприятия, которое приводит к размыванию и дереализации реальности. Сформулировано в одноименной работе «Машина зрения» (La machine de vision, Paul Virilio, 1988 г.)

## Разработка концепции
Свою концепцию Поль Вирильо выстраивает на анализе эволюции визуального восприятия, отмечая, что взгляд и его пространственно-временная организация предшествуют жесту, речи и их координации в познании и узнавании, что делает его основным способом не только восприятия, но и формирования реальности. В подтверждении своей позиции он приводит цитату из книги Мориса Мерло-Понти «Око и дух»:

Все, что я вижу, в принципе достижимо для меня (по крайней мере для моего взгляда), присутствует на карте «я могу»". Таким образом, все увиденное глазами человека является для него достижимым и формирует правдивую картину мира.
Однако появление оптических приборов, которым Вирильо дает название «оптические протезы», внесло значительные изменения в контекст приобретения и воссоздания образов. Микроскопы, линзы, телескопы — все эти аппараты делают видимым до того недосягаемые для человека вещи. Вирильо пишет:

Логистика восприятия позволяет взгляду неизвестным ранее образом перемещаться, сталкивает близкое и далекое, порождает ускорение, опрокидывающее наше знание о расстояниях и измерениях.
Оптические протезы приводят к тому, что они становятся необходимыми для полного восприятия реальности. На этом этапе Поль Вирильо сравнивает эффект реальности с «тайнописью, головоломкой, разрешить которую зритель может лишь с помощью игры света и дополнительных оптических приспособлений». Затем появляются более усовершенствованные аппараты — фото- и видеокамера, а последним интервалом, поразившим эффект реального, становится изобретение видеографии, голографии и инфографии.
Изначальный мир, который человек видит, превращается в иллюзию. Совершенствование оптических протезов дает возможность видеть лучше и больше, одновременно приводя к кризису репрезентации и дислексии взгляда, который теряет свое значение и перестает быть источником информации.
На этом этапе над анализом объективной реальности начинает работать «машина зрения», так как естественный взгляд человека в силу своей ограниченности не справляется с задачей.
Поль Вирильо пишет, что машина зрения, которая производит видение без человеческого «взгляда», приводит к интенсивной форме ослепления и индустриализации «не-взгляда».

Что же такое цифровая оптика, как не рациональный образ опьянения, статистического опьянения, то есть затмения восприятия, поражающего в равной степени воображаемое и реальное? Наше общество словно погружается в ночь сознательного ослепления, где горизонт видения и знания застилает его воля к цифровой власти.

## Влияние на современников
Концепция Поля Вирильо нашла отражение в работе Жана-Люка Марьона «Перекрестья видимого». Марьон пишет:

Взгляд впускает невидимое в видимое, конечно, не для того, чтобы сделать его менее видимым, но, напротив, чтобы сделать его более видимым: вместо того чтобы испытывать впечатление хаотической бесформенности, мы видим саму визуальность вещей. Так что только невидимое делает видимое реальным. 
Этот парадокс напрямую связан с оптическими протезами и созданием машин зрения. По мнению Вирильо, человек, стремящийся к всевидению, вытесняет реальность, которая ограничивается взглядом.

## Критика
Дуглас Келлнер в статье «Вирильо, война и технологии: критические размышления» пишет о французском философе как об одном из «самых плодовитых критиков „драмы“ технологий в современную эпоху». Однако Д. Келлнер отмечает, что концепция машины зрения никак подробно не отражает новые технологии, предоставляя взамен констатацию факта: новые машины зрения влияют на восприятие и представление.
М. А. Степанов в статье «Машины-абстракций и конец протезирования» оспаривает роль, которую отводит Вирильо оптическим протезам, на примере камеры. По мнению Поля Вирильо, на место взгляда оператора приходит автоматический и бездумный взгляд. В свою очередь Степанов пишет, что камера не является протезом. Он отмечает, что глаз и видение не могут рассматриваться в качестве тождественных понятий, объясняя это на следующем примере:

Можно посредством нейропротеза видеть инфра-, ультра- и т. д. и т. п. изображения, но это еще не значит мыслить.
Таким образом, взгляд не может протезироваться.